# Rosenbaum House

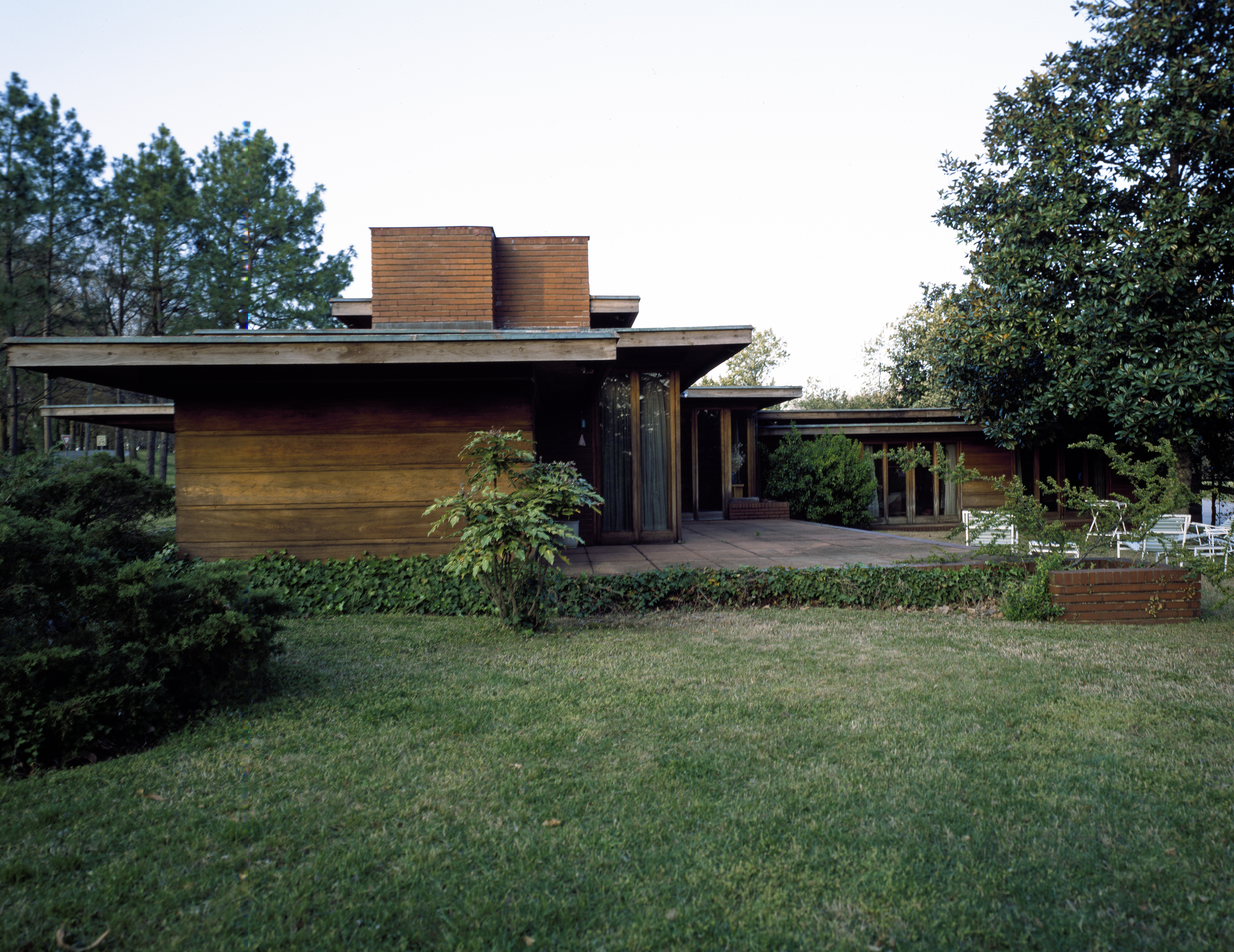

 La Casa Rosenbaum es una casa unifamiliar diseñada por el arquitecto Frank Lloyd Wright y construida para Stanley y Mildred Rosenbaum en Florence, Alabama.  Un ejemplo notable de su concepto de casa usoniana, es el único edificio de Wright en Alabama, y es una de las 26 casas usonianas anteriores a la Segunda Guerra Mundial. El erudito de Wright, John Sergeant, la llamó "el ejemplo más puro del estilo usoniano".

## Historia
En 1938, los recién casados Stanley Rosenbaum (profesor del Colegio de Maestros del Estado de Florence) y su esposa Mildred recibieron una parcela de construcción y fondos para construir una casa en Florence, Alabama. Ambos habían leído la autobiografía de Frank Lloyd Wright y un artículo de portada sobre Wright en la revista Time. Los Rosenbaums se instalaron en septiembre de 1940 y las primeras fotografías de la casa se exhibieron en el Museo de Arte Moderno de Nueva York el mes siguiente. Esta casa fue también el hogar de la infancia del notable crítico de cine estadounidense Jonathan Rosenbaum . 

### Restauración
La casa fue incluida en el Registro Nacional de Lugares Históricos en 1978.   Permaneció en la familia Rosenbaum hasta 1999 (cuando Mildred Rosenbaum se mudó a un hogar de ancianos), más tiempo que cualquiera de los otros clientes usonianos de Wright. Para entonces, la casa estaba en malas condiciones, con una amplia penetración de agua y daños por termitas. La familia Rosenbaum donó la casa a la ciudad de Florence y al mismo tiempo vendió los muebles y el contenido de la casa a la ciudad por 75.000 $. La ciudad gastó otros 600.000 $ en reparaciones, utilizando planos originales enviados por la Fundación Wright en Taliesin West.  La ciudad abrió la casa como museo público, Rosenbaum House, en 2002. El museo muestra algunos de los muebles originales diseñados por Wright y ganó el Premio Wright Spirit 2004 en el dominio público de Frank Lloyd Wright Building Conservancy.  Mildred Rosenbaum fue la primera en recibir el Premio Wright Spirit por sus incansables esfuerzos a través de la Fundación de la Casa Rosenbaum de Frank Lloyd Wright. En sus últimos cinco años de residencia, que terminó en 1998, casi 5.000 visitantes asistieron a visitas personales realizadas por la Sra. Rosenbaum, quien murió en 2006.

## Arquitectura
La Casa Rosenbaum fue la primera de las docenas de casas Usonianas de Wright, basada en el prototipo Usoniano de 1936 de la Jacobs House en Madison, Wisconsin.  La casa fue construida en una parcela de 8.090 m² en 117 Riverview Drive (ahora 601 Riverview, después de cambiar la numeración), en la orilla norte del río Tennessee. Construida en forma de L, la casa está hecha de materiales naturales, principalmente de madera de ciprés y ladrillos, y cuenta con techos de varios niveles de acero en voladizo que cubren los espacios de vida y una cochera contigua. Un rasgo distintivo de la casa es su uso del cristal. USA Today lo describió como "borrando la distinción entre interiores y exteriores".  La mayoría de las habitaciones tienen su propia puerta al exterior. El centro de la casa es el "núcleo de servicio", construido alrededor de un gran hogar de piedra y adyacente al estudio.
El plano original proporcionó 1.540 pies cuadrados (143 m 2) de espacio habitable, pero cuando los Rosenbaums tuvieron su cuarto hijo, le pidieron a Wright que diseñara una extensión de la casa. Sus modificaciones, completadas en 1948, agregaron otros 1.084 pies cuadrados (100 m 2) en una segunda forma de L. 

## Galería

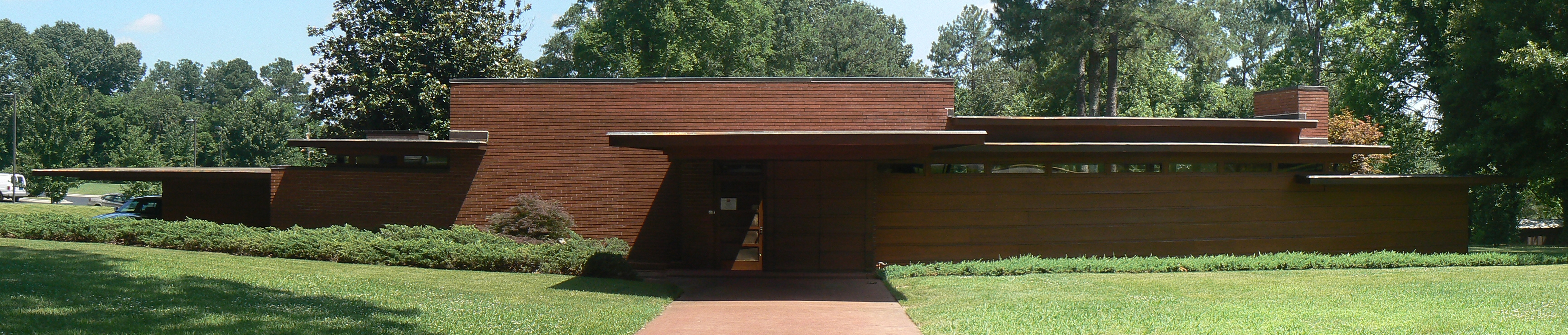
Vista lateral de la calle de la casa Rosenbaum. Se pueden ver dos techos en voladizo.

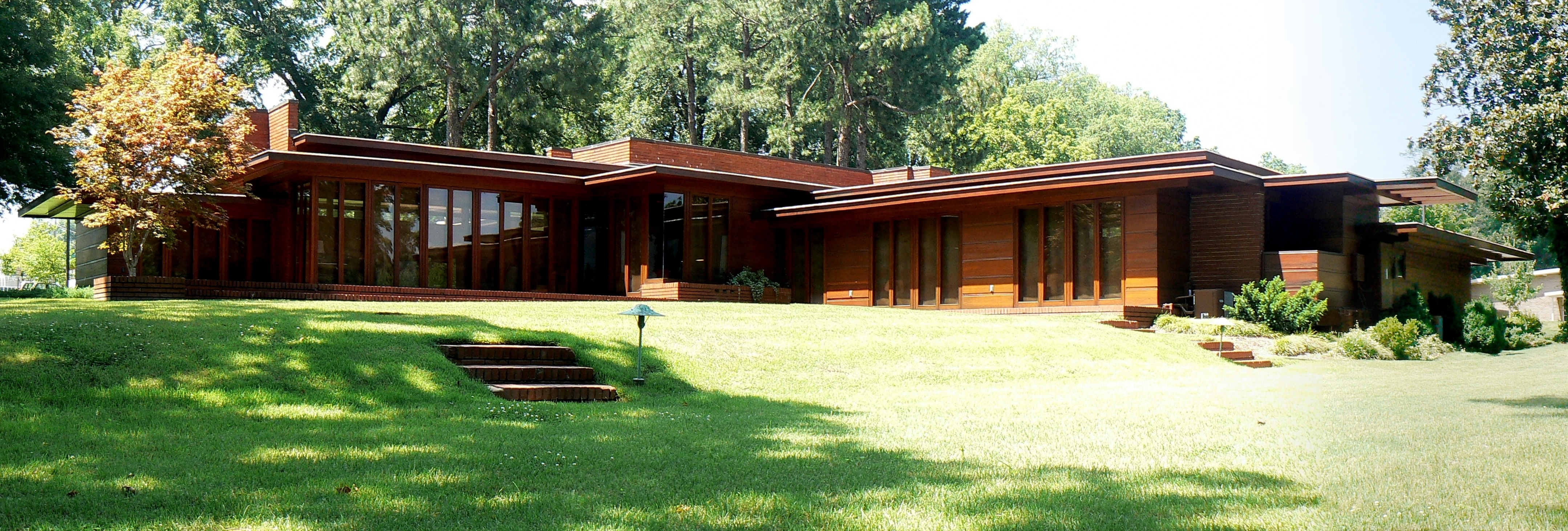
Vista lateral del patio de la casa Rosenbaum.

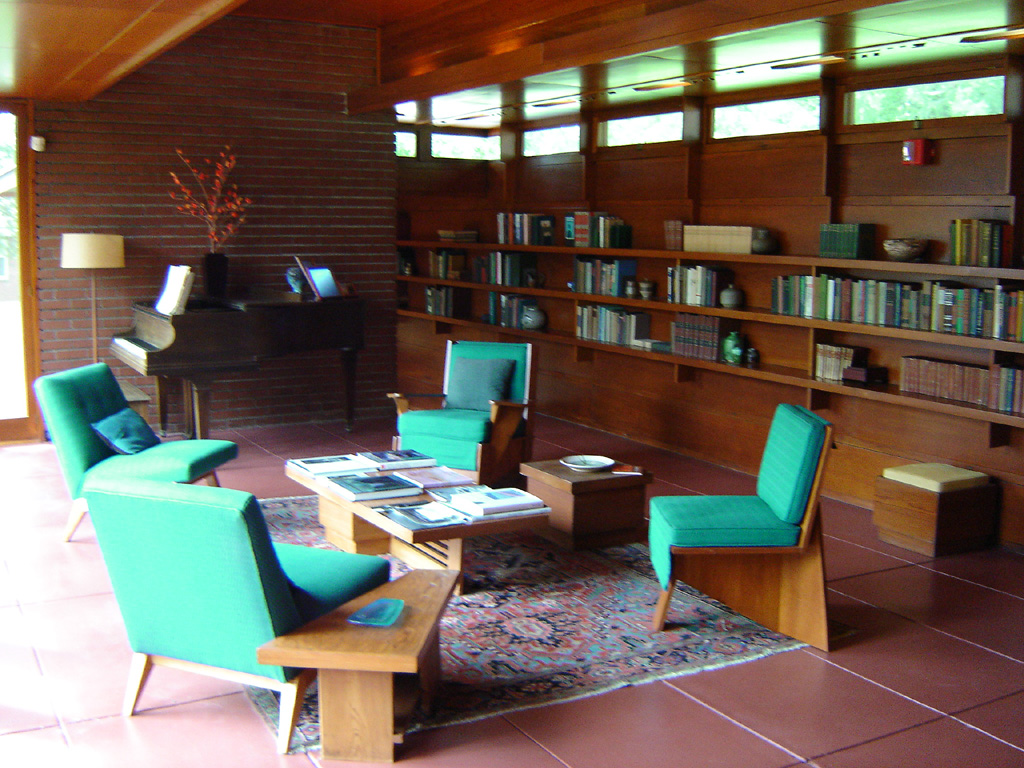
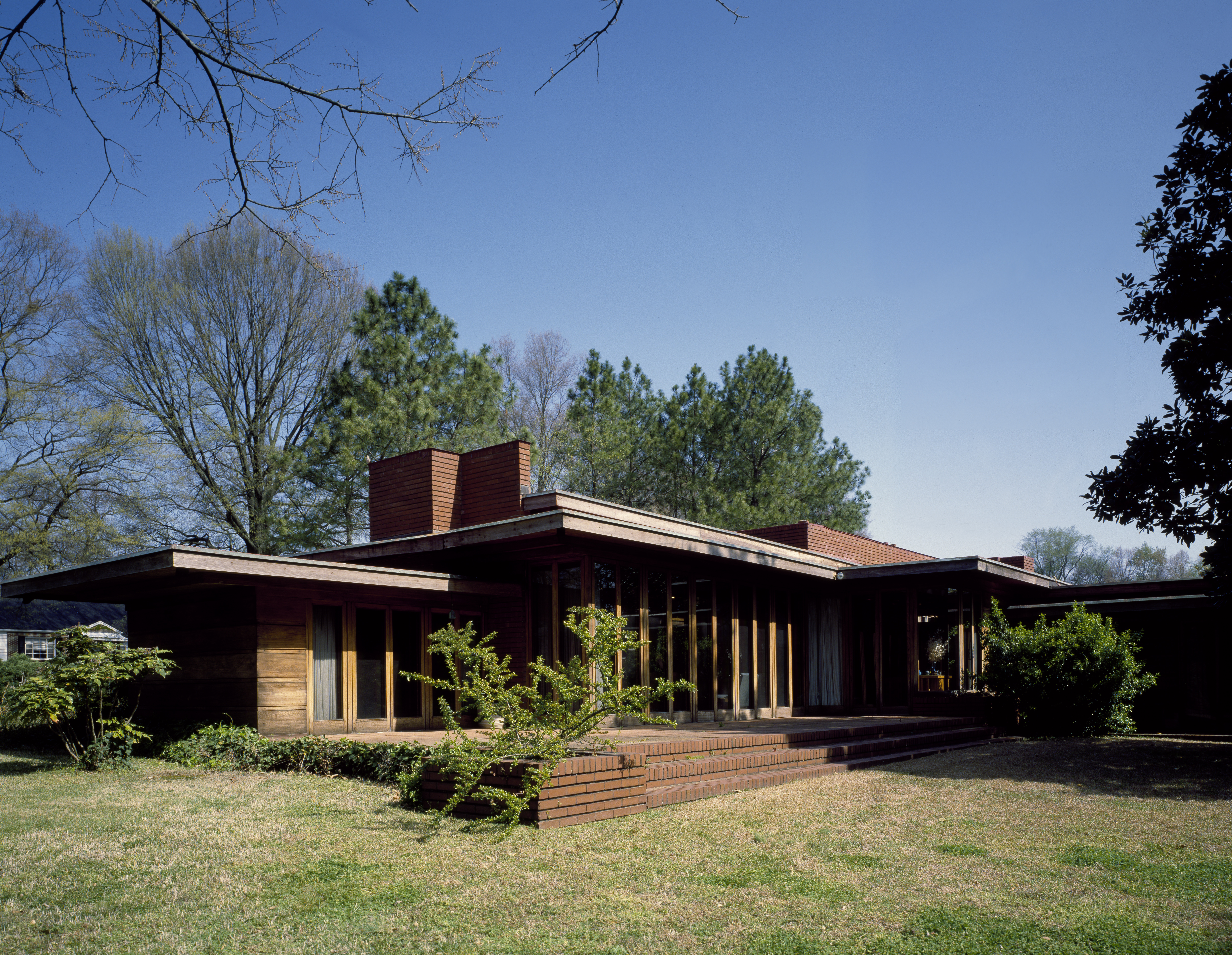
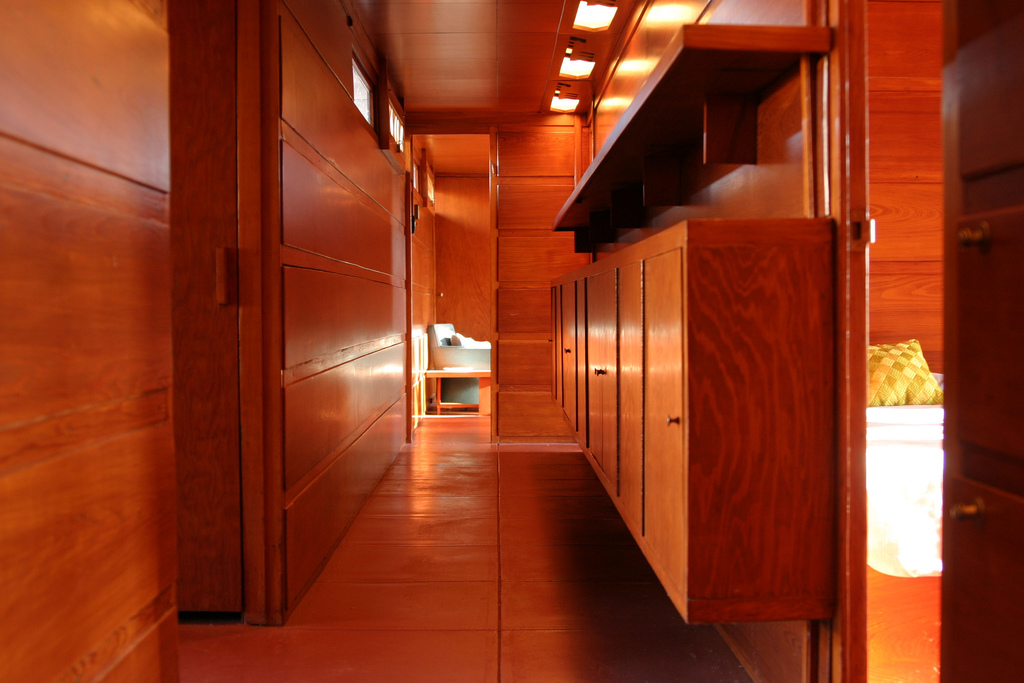
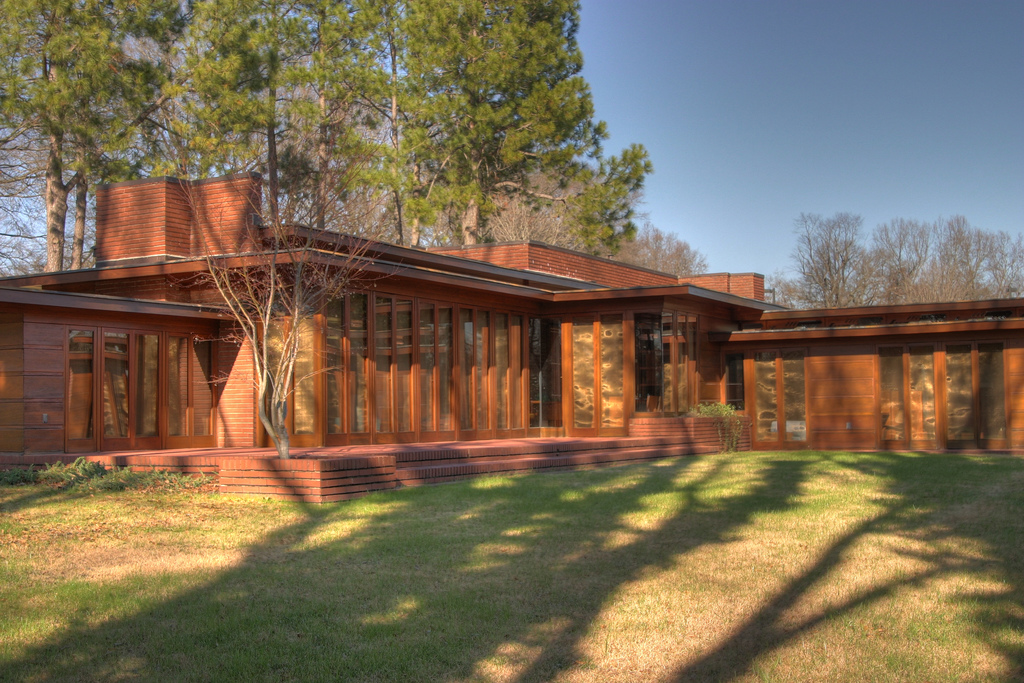
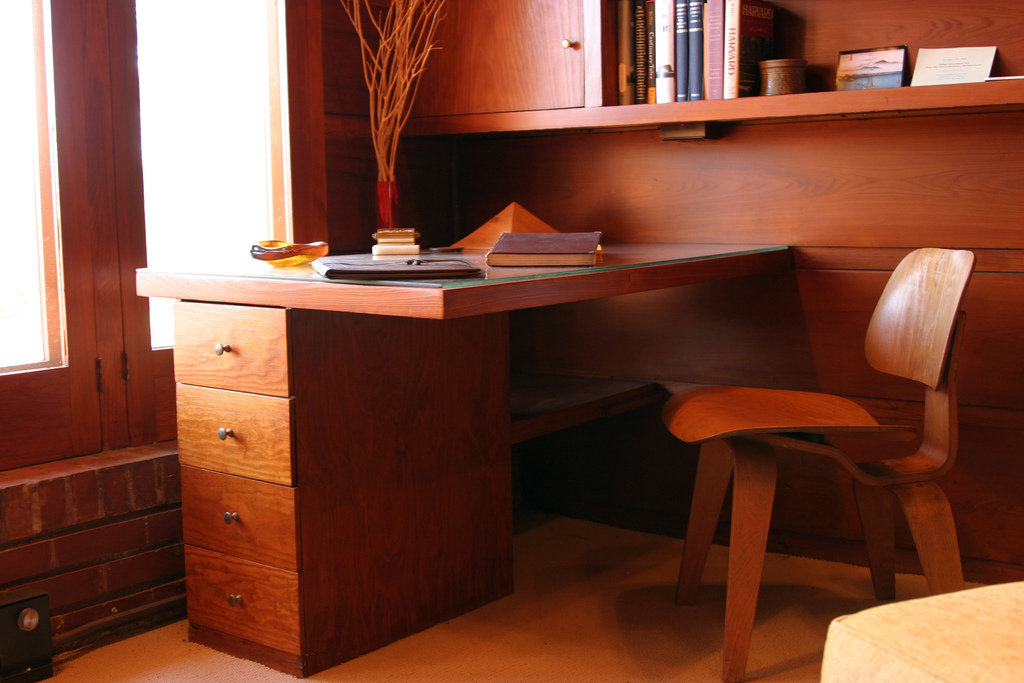
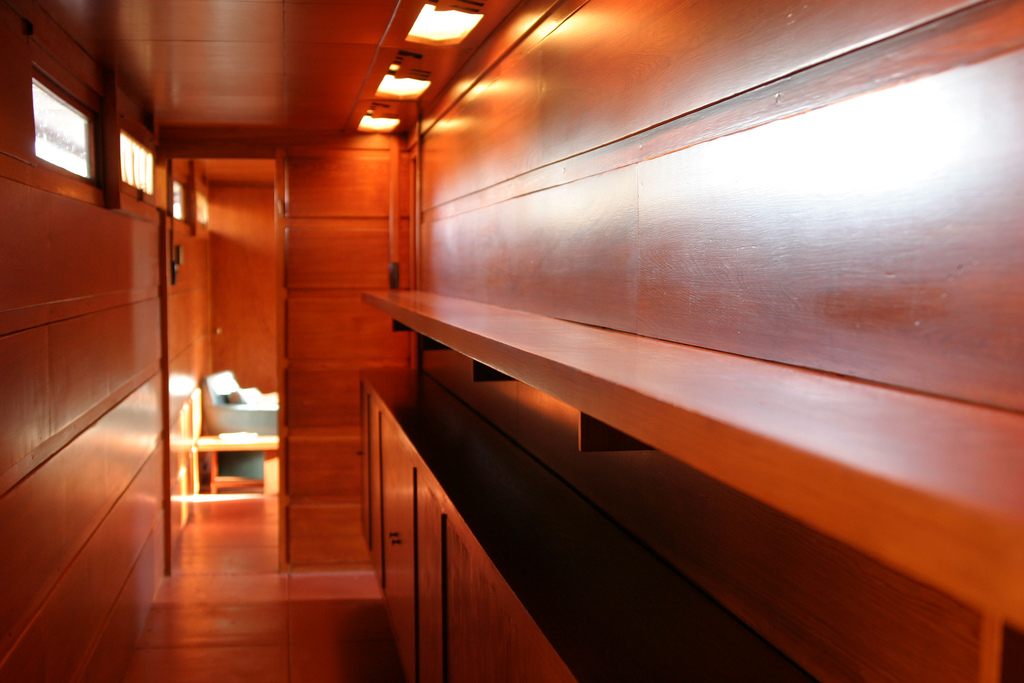
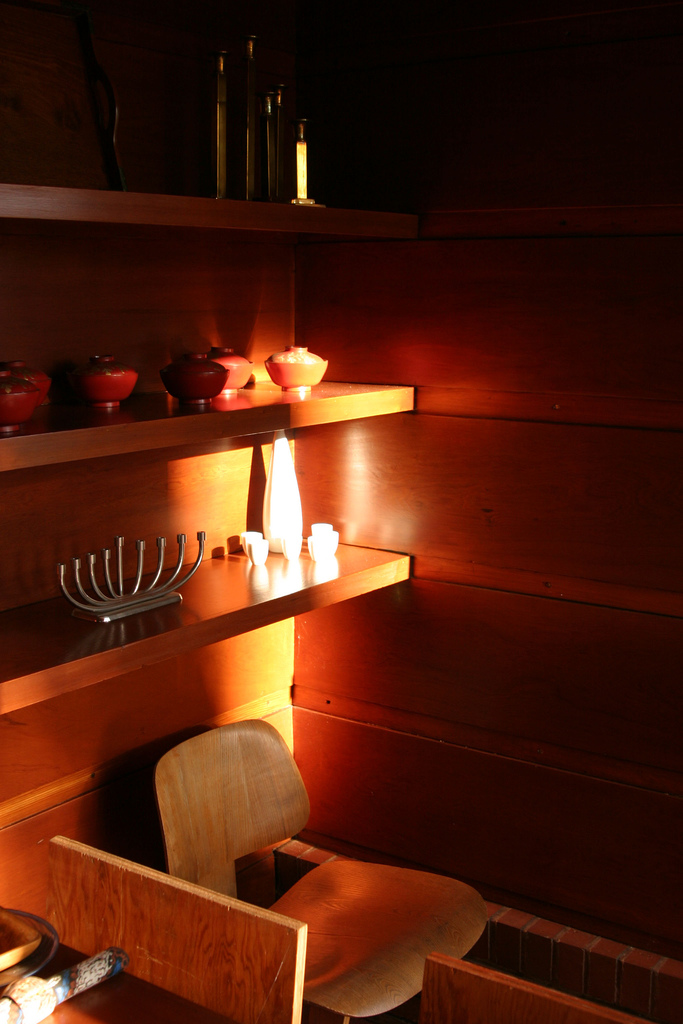
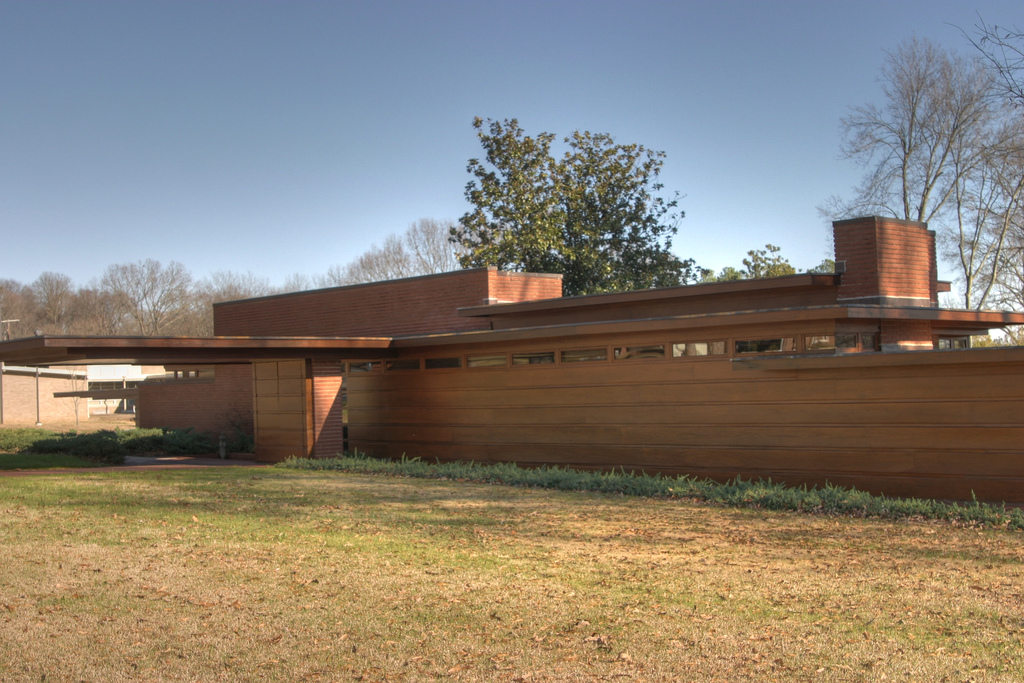
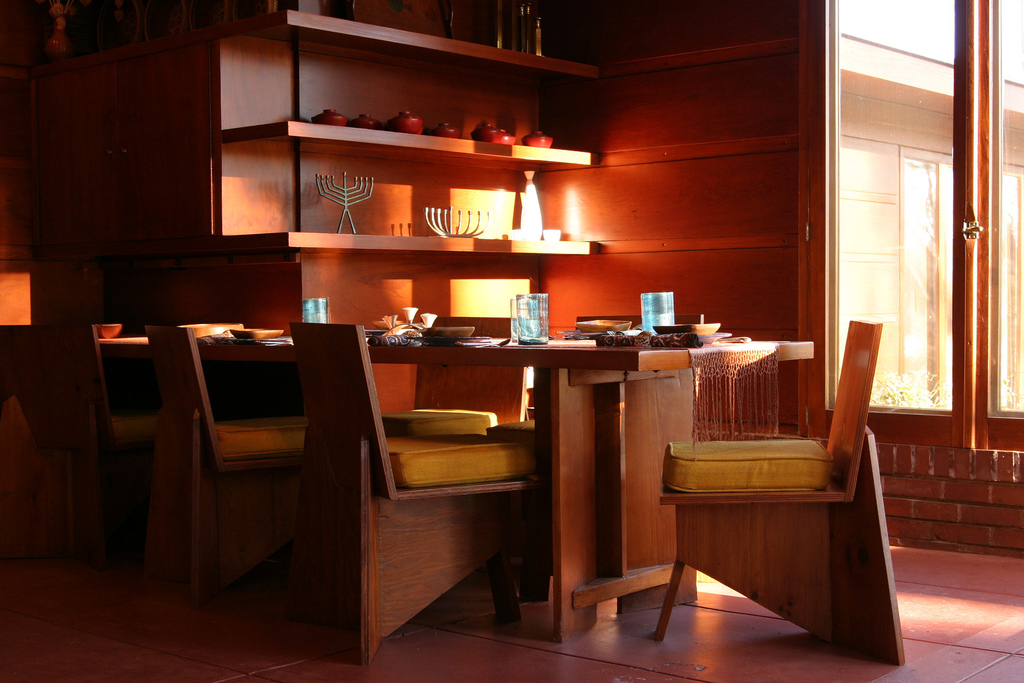

## Reconocimiento
Está incluido en el Registro Nacional de Lugares Históricos individualmente, y también como un edificio contribuyente en el distrito histórico de McFarland Heights . 